# Nergaard Peak
Nergaard Peak är en bergstopp i Antarktis. Den ligger i Östantarktis. Norge gör anspråk på området. Toppen på Nergaard Peak är 2 475 meter över havet, eller 284 meter över den omgivande terrängen. Bredden vid basen är 4,4 km.
Terrängen runt Nergaard Peak är varierad. Trakten är obefolkad. Det finns inga samhällen i närheten. 